# Clessé (Saône-et-Loire)
Pour les articles homonymes, voir Clessé.
Clessé est une commune française située en Haut-Mâconnais dans le département de Saône-et-Loire, en région Bourgogne-Franche-Comté.
Elle fait désormais partie du canton d'Hurigny, après avoir appartenu au canton de Lugny de 1790 à 2015.

## Géographie
Clessé est un village viticole du Mâconnais, situé à 15 km de Mâcon, et à 20 km de Tournus.

### Communes limitrophes
Les communes limitrophes sont Viré, Charbonnières, Laizé, Péronne, Saint-Albain, Saint-Maurice-de-Satonnay et La Salle.

### Climat
Pour des articles plus généraux, voir Climat de la Bourgogne-Franche-Comté et Climat de Saône-et-Loire.
En 2010, le climat de la commune est de type climat océanique dégradé des plaines du Centre et du Nord, selon une étude du Centre national de la recherche scientifique s'appuyant sur une série de données couvrant la période 1971-2000. En 2020, Météo-France publie une typologie des climats de la France métropolitaine dans laquelle la commune est exposée à un climat semi-continental et est dans la région climatique Bourgogne, vallée de la Saône, caractérisée par un bon ensoleillement (1 900 h/an), un été chaud (18,5 °C), un air sec au printemps et en été et des vents faibles.
Pour la période 1971-2000, la température annuelle moyenne est de 11,1 °C, avec une amplitude thermique annuelle de 17,9 °C. Le cumul annuel moyen de précipitations est de 866 mm, avec 11 jours de précipitations en janvier et 7,4 jours en juillet. Pour la période 1991-2020, la température moyenne annuelle observée sur la station météorologique de Météo-France la plus proche, « Mâcon », sur la commune de Charnay-lès-Mâcon à 12 km à vol d'oiseau, est de 12,3 °C et le cumul annuel moyen de précipitations est de 833,7 mm. 
La température maximale relevée sur cette station est de 39,8 °C, atteinte le 13 août 2003 ; la température minimale est de −21,4 °C, atteinte le 15 février 1956,,.
Les paramètres climatiques de la commune ont été estimés pour le milieu du siècle (2041-2070) selon différents scénarios d'émission de gaz à effet de serre à partir des nouvelles projections climatiques de référence DRIAS-2020. Ils sont consultables sur un site dédié publié par Météo-France en novembre 2022.

## Urbanisme

### Typologie
Au 1er janvier 2024, Clessé est catégorisée commune rurale à habitat dispersé, selon la nouvelle grille communale de densité à sept niveaux définie par l'Insee en 2022.
Elle est située hors unité urbaine. Par ailleurs la commune fait partie de l'aire d'attraction de Mâcon, dont elle est une commune de la couronne,. Cette aire, qui regroupe 105 communes, est catégorisée dans les aires de 50 000 à moins de 200 000 habitants,.

### Occupation des sols
L'occupation des sols de la commune, telle qu'elle ressort de la base de données européenne d’occupation biophysique des sols Corine Land Cover (CLC), est marquée par l'importance des territoires agricoles (68,8 % en 2018), une proportion sensiblement équivalente à celle de 1990 (68,7 %). La répartition détaillée en 2018 est la suivante : cultures permanentes (29,4 %), forêts (22,6 %), terres arables (20,5 %), prairies (18,1 %), zones urbanisées (8,7 %), zones agricoles hétérogènes (0,7 %). L'évolution de l’occupation des sols de la commune et de ses infrastructures peut être observée sur les différentes représentations cartographiques du territoire : la carte de Cassini (XVIIIe siècle), la carte d'état-major (1820-1866) et les cartes ou photos aériennes de l'IGN pour la période actuelle (1950 à aujourd'hui).

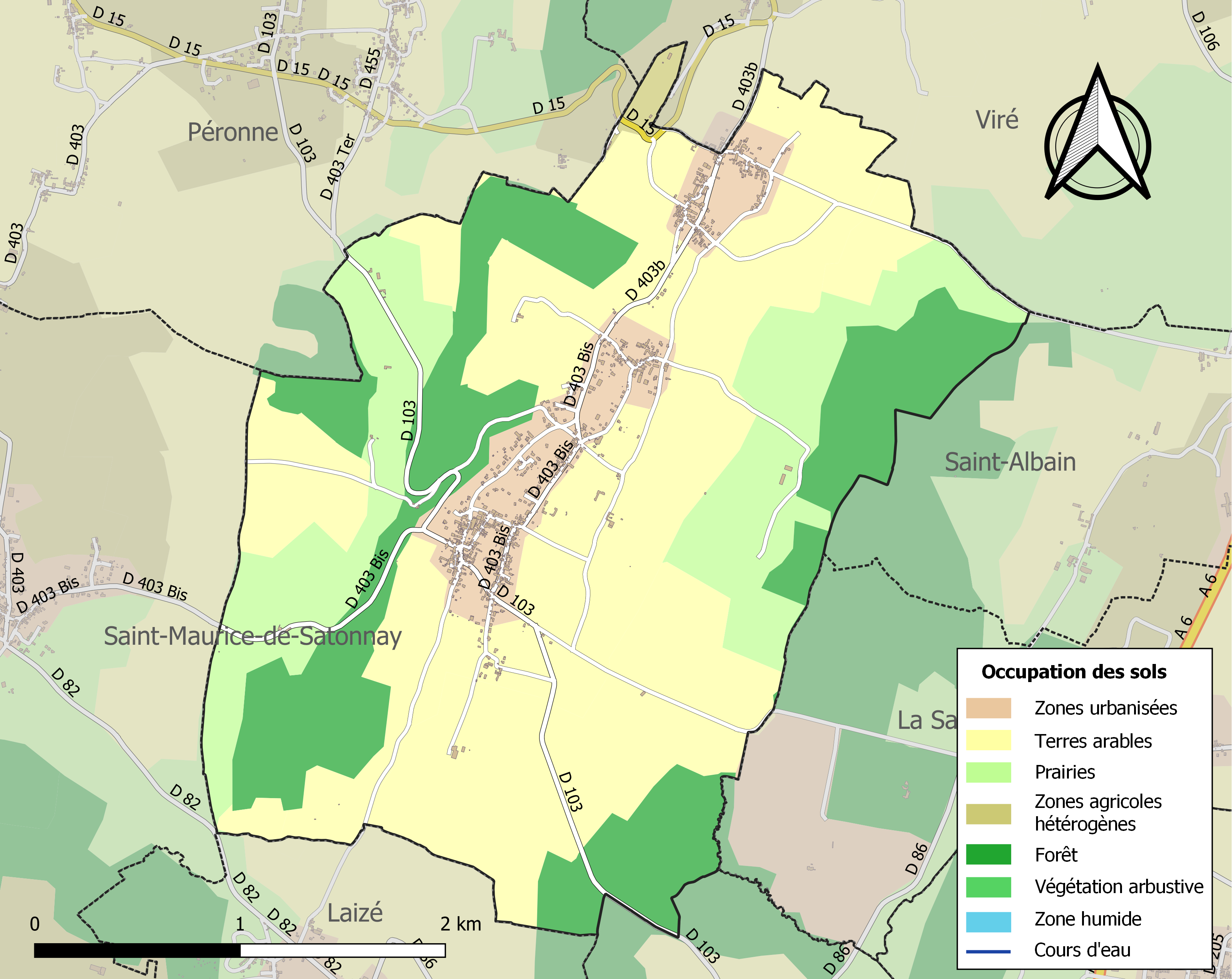
Carte des infrastructures et de l'occupation des sols de la commune en 2018 (CLC).

### Plan local d'urbanisme
L'urbanisme sur le territoire de Clessé est régi par un plan local d'urbanisme intercommunal (PLUi), document d’urbanisme dont le territoire d’effet n'est plus la commune mais l’intercommunalité du Mâconnais-Tournugeois, soit vingt-quatre communes membres.
Ce document stratégique traduit les principes d’aménagement du territoire et constitue un outil réglementaire fixant les règles de construction et d’occupation des sols applicables sur le territoire, d'où son contenu : un rapport de présentation retraçant le diagnostic du territoire, un projet d’aménagement et de développement durable (PADD) exposant la stratégie intercommunale, des orientations d’aménagement et de programmation (OAP) définissant les conditions d’aménagements de certains quartiers/ilots (cas particuliers), un règlement fixant les règles d’utilisation et de droit des sols ainsi que des annexes (plan de zonage, liste des servitudes, etc.).
Le PLUi du Mâconnais-Tournugeois, fruit d'un processus lancé par la communauté de communes en 2016, a été définitivement adopté par le conseil communautaire le 21 décembre 2023. Il est entré en vigueur le 12 mars 2024.

## Géologie
Durant l’ère tertiaire, le village de Clessé et sa région étaient submergés par les eaux du lac bressan formé par le barrage glaciaire du glacier du Rhône dans la Dombes qui refoula longtemps la Saône et l’Ain.
L'eau atteignait la cote de 270 m, de sorte que les hauts de Clessé et de sa voisine Quintaine qui en émergeaient formaient une presqu’île. Les parties basses qui abritent aujourd'hui, notamment Belange, Vesvre, Longeret, Charbonnières, Laizé, Saint-Maurice et Senozan étaient sous les eaux.

## Histoire

### Époque préhistorique

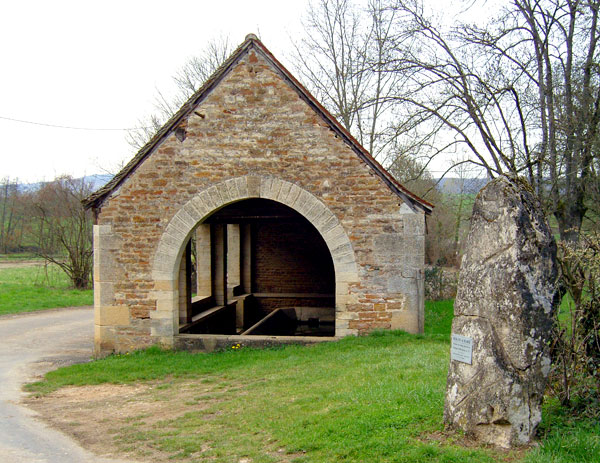
Lavoir et pseudo-mégalithe de Bélange.

La découverte aux confins de la commune de silex taillés ainsi que les restes d'un atelier, rend certaine la présence à Clessé d'hommes préhistoriques contemporains de ceux de Solutré. Selon Émile Violet, les hommes de Solutré venaient s'y approvisionner car la qualité était incomparable pour les armes et les outils. Émile Violet découvrit à Vesvre et « sur le Mont » lames et nucléus ou bloc de silex dont des lames furent détachées par percussion par les hommes préhistoriques.
Une pierre couchée près de la fontaine de Bélange comporte des rainures et des traces de frottement s'apparentant à un polissoir. D'aucuns ont voulu y voir un menhir et la pierre fut « redressée » en mai 1996. En fait, il s'agit d'une mince dalle calcaire brisée en deux parties qui à l'origine protégeait sans doute la fontaine. Le caractère mégalithique de la pierre est très incertain.

### Époque gallo-romaine
L'origine de Clessé est sans nul doute gallo-romaine comme l'indique son appellation latine Classiacus  qui dérive elle-même du nom du premier possédant du lieu, à savoir Classius, suivi du suffixe gallo-roman -acum. Il a aussi été prétendu que l’appellation dérivée du lieudit les Fonderies viendrait de fons druidarium  ou fontaine des druides. Toutefois cette étymologie n’est pas certaine.
Des vestiges retrouvés témoignent de l’importance de cette époque.
Des tuiles romaines à rebords ont été recueillies aux Sandines dans le mur Claude Berthoud. Dans les vignes Lacroze  des vestiges d’un puits existent encore et des fondations en demi-cercle y ont été retrouvées ; dans la vigne Violet, un autre puits semble exister en Sous Mont.
Tout près de là, à la crête de Berthoud, en deux endroits, des sépultures en caisson ont été découvertes en 1927, orientées à l'est, recouvertes de dalles, avec ossements en bon état.
D'autres sépultures en caissons ont été trouvés à Clessé : en 1899, à  La Croix (à l’angle des chemins de Breillonde et de la Troupe où on voit encore la tranche des dalles, et à la Rosande vers 1898.Enfin des crânes et ossements ont été mis au jour aux Teppes–Malmont, près de la voie romaine. On a supposé qu’il s'agissait des restes d’ouvriers occupés à la construction de ce chemin et inhumés sur place.

#### La voie romaine
Les Romains établirent des routes, dites voies romaines. À Clessé, elle est très apparente encore au lieudit les Justices où ses pavés sont intacts. On l’appelle toujours le chemin romain.

### Révolution française

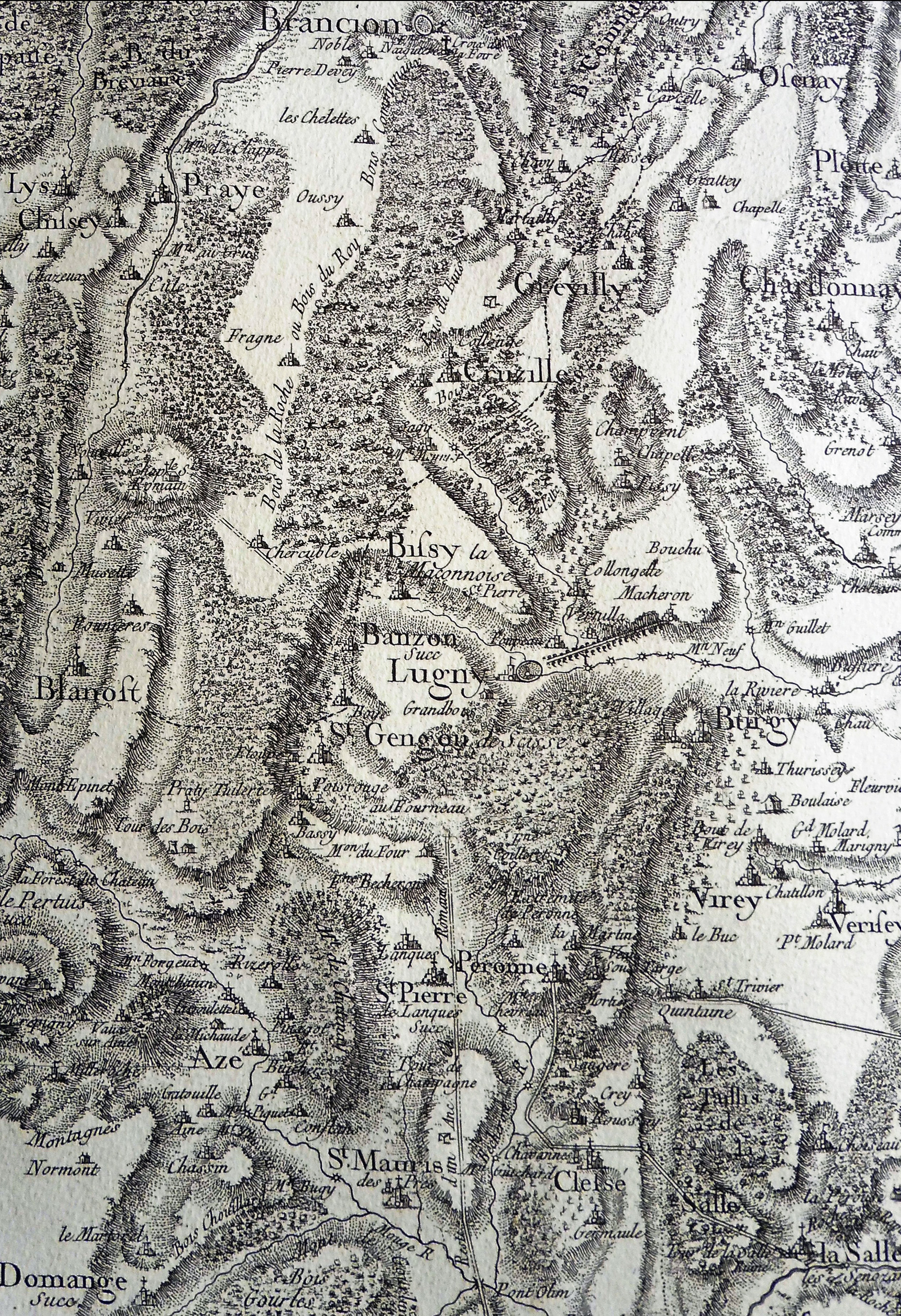
Clessé et les villages du Haut-Mâconnais en 1759, d'après la carte de Cassini.

Fin juillet 1789 : épisode de la Grande Peur en Mâconnais. Parmi d'autres brigands arrêtés, le Clessséen Benoît Bonnet, marchand, est pendu à Tournus.
1790 : à la création des cantons, la commune de Clessé est rattachée au canton de Lugny, alors composé de douze communes.

### Époque contemporaine
1876 : première infestation phylloxérique repérée sur le territoire de la commune.
Début 1927 : fondation de la coopérative vinicole de Clessé, avec Joanny Huet, maire, pour président.
8 janvier 1934 : fondation du Syndicat intercommunal des eaux du Haut-Mâconnais, auquel appartiennent Clessé et neuf autres communes (Lugny, Burgy, Cruzille, Viré, Saint-Maurice-de-Satonnay, Vérizet, Bissy-la-Mâconnaise, Péronne et Montbellet), rejointes le 16 août 1934 par Plottes, Chardonnay et Uchizy (puis par Farges et Grevilly en 1938 et par Saint-Gengoux-de-Scissé, Azé et Igé après-guerre).
1972 : création du Syndicat intercommunal à vocation multiple (SIVOM) du canton de Lugny (siège en mairie de Lugny), auquel adhèrent Clessé et treize autres communes du Haut-Mâconnais, avec pour objet : la couverture des dépenses d'investissement et de fonctionnement du collège de Lugny, la réalisation d'une maison de retraite, la création et le fonctionnement de tous services sociaux (tels que dispensaire, aide à domicile par exemple), la réalisation de travaux d'assainissement, le ramassage d'ordures ménagères et l'entretien de la voirie communale.
Mai 1990 : Clessé inaugure sa salle dédiée aux expositions, galerie baptisée « Le Pressoir ».
1993 : fondation de la communauté de communes des coteaux de la Haute-Mouge (avec Saint-Maurice-de-Satonnay, Péronne et Azé), ayant Azé pour siège. À cette première communauté de communes a succédé, le 1er janvier 2003, la communauté de communes du Mâconnais - Val de Saône (siège à Lugny), résultant de la fusion de trois intercommunalités (celles du Haut-Mâconnais, de la Haute-Mouge et du Mâconnais-Val de Saône) et totalisant une population de 7 336 habitants.

## Politique et administration

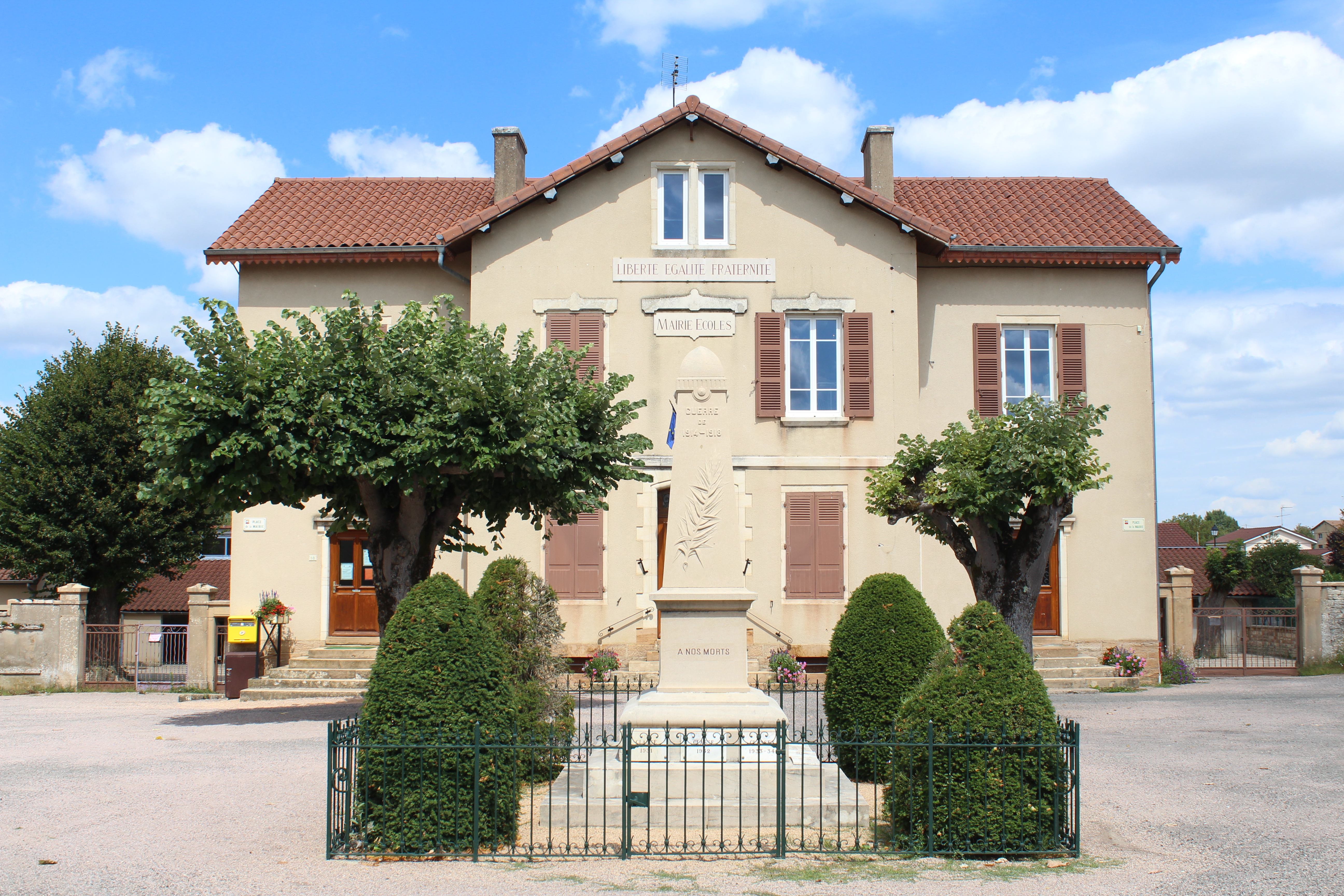
Mairie.

### Liste des maires
| Période                                  | Période   | Identité             | Étiquette | Qualité |
| ---------------------------------------- | --------- | -------------------- | --------- | --- |
| 1971                                     | mars 2014 | Gilbert Mornand      | PS        | Viticulteur Conseiller général du canton de Lugny de 1994 à 2004. Président du Syndicat intercommunal à vocation multiple (SIVOM) du canton de Lugny de 1983 à novembre 1998. Président du Syndicat intercommunal de cylindrage de Mâcon-Nord. Délégué départemental de l'Éducation nationale (DDEN) dans le canton de Lugny |
| mars 2014                                | en cours  | Jean-Pierre Chervier |           | |
| Les données manquantes sont à compléter. |           |                      |           | |

### Intercommunalité et canton

#### Intercommunalité
Clessé, après avoir appartenu à la communauté de communes du Mâconnais-Val-de-Saône (siège à Lugny), relève depuis le 1er janvier 2017 de la communauté de communes du Mâconnais-Tournugeois (siège à Tournus), à la suite de la mise en place du nouveau schéma départemental de coopération intercommunale (cette nouvelle communauté résulte de la fusion de deux communautés de communes : la communauté de communes du Tournugeois qui regroupait douze communes du Tournugeois et la communauté de communes du Mâconnais-Val-de-Saône qui regroupait douze communes du Haut-Mâconnais).
Cette communauté de communes est gérée par un conseil communautaire composé de quarante et un membres représentant chacune des communes adhérentes (et élus pour une durée de six ans), conseil au sein duquel Clessé, à l'instar de Lugny, Montbellet, Uchizy et Viré, est représenté par deux délégués (les autres communes de l'intercommunalité disposant d'un seul représentant, exception faite de la ville de Tournus qui en totalise treize).
Depuis 2020 (et jusqu'en 2026), les délégués représentant Clessé au sein de ce conseil communautaire sont :
- Jean-Pierre Chervier (maire) ;
- Christian Dumont (adjoint au maire).

#### Canton
Clessé, commune qui relevait du canton de Lugny depuis 1790, appartient depuis 2015 au canton d'Hurigny, à la suite du nouveau découpage territorial de Saône-et-Loire entré en vigueur à l'occasion des élections départementales de 2015 (découpage défini par le décret du 18 février 2014, en application des lois du 17 mai 2013).
Le canton d'Hurigny, tel qu'il se présente depuis cette réforme, est constitué de communes qui appartenaient auparavant à trois anciens cantons : le canton de Lugny (14 communes), le canton de Mâcon-Nord (12 communes) et le canton de Mâcon-Sud (2 communes).

### Sécurité

L'unité de gendarmerie à laquelle la commune de Clessé est rattachée est la brigade de Lugny.

## Population et société

### Démographie
L'évolution du nombre d'habitants est connue à travers les recensements de la population effectués dans la commune depuis 1793. Pour les communes de moins de 10 000 habitants, une enquête de recensement portant sur toute la population est réalisée tous les cinq ans, les populations de référence des années intermédiaires étant quant à elles estimées par interpolation ou extrapolation. Pour la commune, le premier recensement exhaustif entrant dans le cadre du nouveau dispositif a été réalisé en 2006.

En 2022, la commune comptait 834 habitants, en évolution de −3,36 % par rapport à 2016 (Saône-et-Loire : −1,06 %, France hors Mayotte : +2,11 %).
| 1793  | 1800  | 1806  | 1821  | 1831  | 1836  | 1841  | 1846  | 1851  |
| ----- | ----- | ----- | ----- | ----- | ----- | ----- | ----- | ----- |
| 1 184 | 1 241 | 1 297 | 1 071 | 1 078 | 1 138 | 1 151 | 1 105 | 1 096 |

| 1856  | 1861  | 1866  | 1872 | 1876  | 1881 | 1886 | 1891 | 1896 |
| ----- | ----- | ----- | ---- | ----- | ---- | ---- | ---- | ---- |
| 1 041 | 1 012 | 1 004 | 991  | 1 007 | 964  | 885  | 745  | 770  |

| 1901 | 1906 | 1911 | 1921 | 1926 | 1931 | 1936 | 1946 | 1954 |
| ---- | ---- | ---- | ---- | ---- | ---- | ---- | ---- | ---- |
| 773  | 768  | 790  | 671  | 612  | 600  | 580  | 549  | 539  |

| 1962 | 1968 | 1975 | 1982 | 1990 | 1999 | 2006 | 2011 | 2016 |
| ---- | ---- | ---- | ---- | ---- | ---- | ---- | ---- | ---- |
| 462  | 410  | 443  | 625  | 671  | 700  | 808  | 830  | 863  |

| 2021 | 2022 | - | - | - | - | - | - | - |
| ---- | ---- | - | - | - | - | - | - | - |
| 854  | 834  | - | - | - | - | - | - | - |

### Enseignement

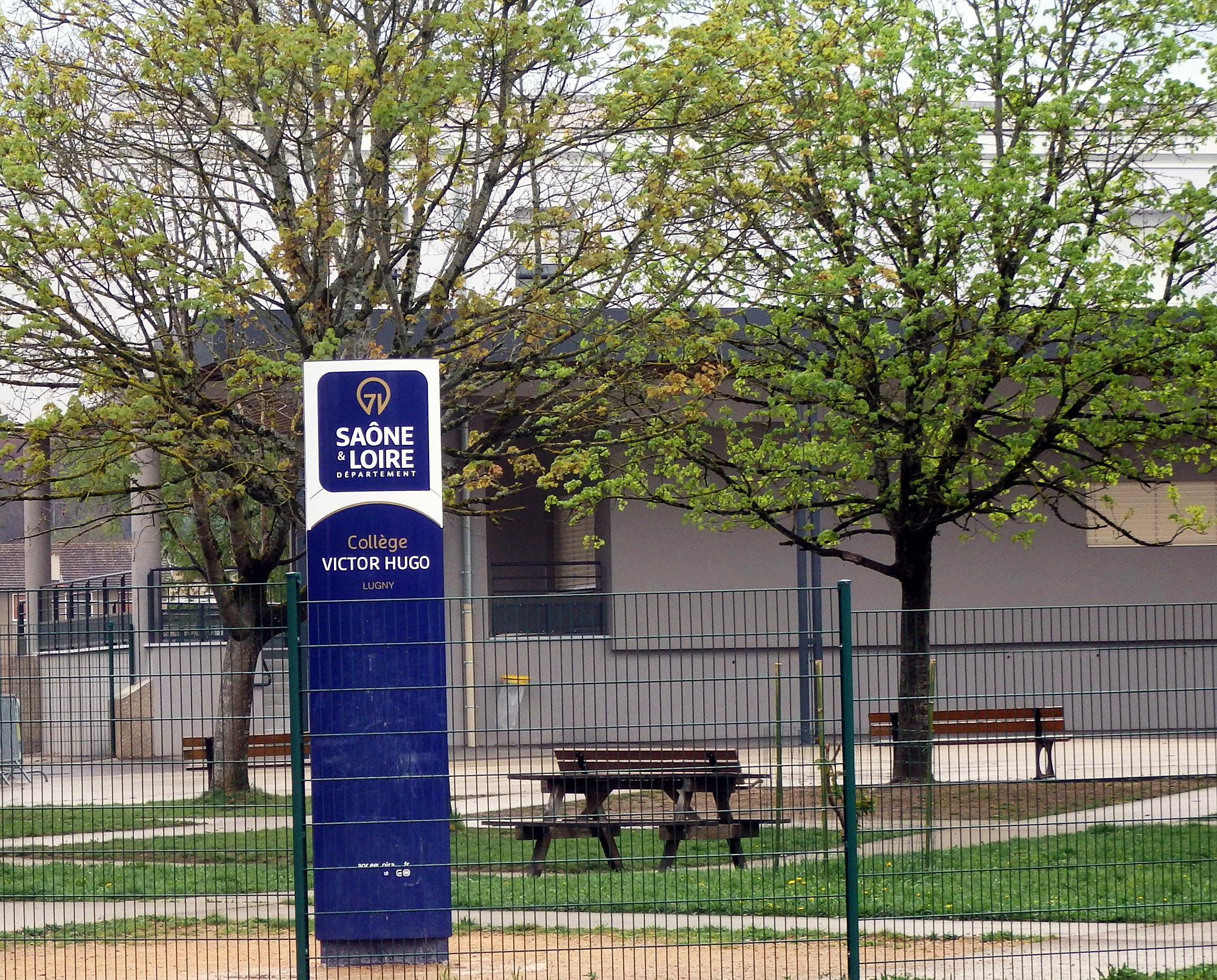
Le collège public Victor-Hugo de Lugny, entré en service en 1977 et dont la carte scolaire s'étend à 19 communes.

Clessé dispose d'une école primaire et maternelle.
En janvier 1985 a été inaugurée la nouvelle école maternelle de Clessé, construction à ossature bois, en présence du secrétaire d’État à l'Agriculture et à la Forêt René Souchon.
Pour l'enseignement secondaire, Clessé, avec dix-huit autres communes, relève de la carte scolaire du collège Victor-Hugo de Lugny.

### Sports
Clessé est un village qui a un club de football, le FC Clessé (FCC) qui évolue en 2018-2019 pour ces deux équipes seniors en Départementale 2 (équipe 1) et Départementale 4 (équipe 2).

### Culte
Clessé appartient à l'une des sept paroisses composant le doyenné de Mâcon (doyenné relevant du diocèse d'Autun) : la paroisse Notre-Dame-des-Coteaux en Mâconnais, paroisse qui a son siège à Lugny et qui regroupe la plupart des villages du Haut-Mâconnais.
C'est un peu avant la dernière guerre que la paroisse de Clessé, en même temps que Péronne, fut définitivement rattachée à celle de Lugny pour le culte (à la suite de la création de la communauté pastorale de Lugny, fondée à l'initiative de Joseph Robert).

## Économie

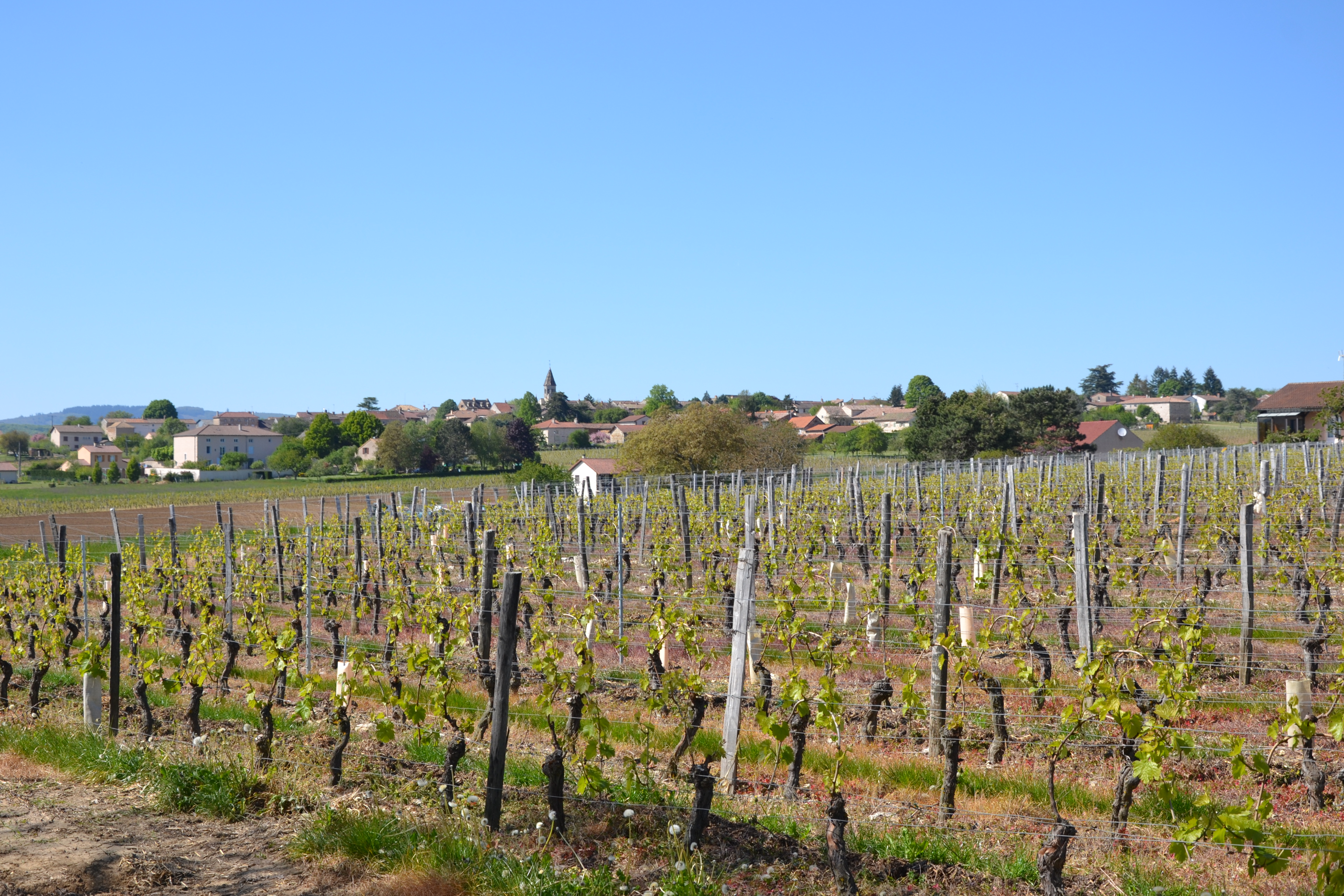
Vue sur le village depuis les vignes.

### Entreprises et commerces

Les vignobles du Mâconnais.

## Vignoble
Le viré-clessé est un vin blanc d'appellation d'origine contrôlée produit sur les communes de Clessé, Montbellet et Viré appartenant au canton de Lugny et de Laizé (canton de Mâcon-Nord), en Saône-et-Loire. La superficie de production est d'environ 390 hectares avec, comme cépage utilisé, le chardonnay B.
Il s'agit de la dernière-née des appellations communales du vignoble du Mâconnais (créée en 1999).
Clessé dispose de l'une des plus anciennes caves coopératives de Saône-et-Loire, dénommée « La Vigne blanche » et fondée en 1927, soit la même année que la création des coopératives vinicoles voisines de Lugny, Azé, Igé et Varennes-lès-Mâcon (la première cave coopérative étant celle de Saint-Gengoux-de-Scissé fondée dès 1925).
Plusieurs vignerons indépendants sont installés à Clessé, dont les domaines sont répartis sur le territoire de la commune.

## Culture locale et patrimoine
Clessé a été labellisée "Cité de Caractère de Bourgogne Franche-Comté" en 2019.

### Lieux et monuments

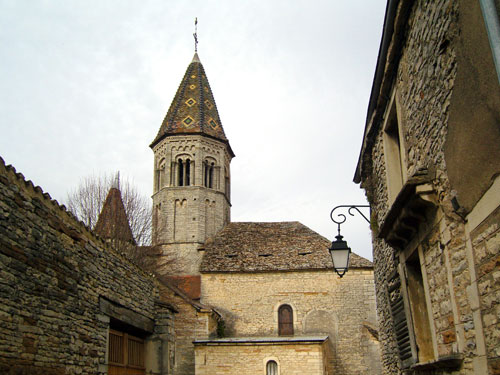
Le clocher roman de l'église Notre-Dame.

- l'église Notre-Dame de Clessé : d’architecture normande et d’inspiration clunysienne, l'église de Clessé est chapeautée d’un fin clocher octogonal d’excellentes proportions relève Virey dans « L’architecture romane dans l’ancien diocèse de Mâcon » ;
- la maison Montauriol, du XVIe siècle, visible près de l'église, qui dispose d'une tourelle à six pans ;
- le château de Besseuil, datant de 1590, qui est désormais un hôtel 4 étoiles ;
- la chapelle Saint-Trivier de Quintaine, bâtie au XVIIe siècle à l'emplacement d’une chapelle sous le vocable de saint Trivier[32] ;
- la maison natale d'Émile Violet (au n° 40 de la rue portant le nom de cet écrivain) ;
- au bas de la rue du Mur : croix en fer forgé antérieure à la Révolution, déplacée en 1789 puis en 1809 ;
- plusieurs lavoirs.

### Personnalités liées à la commune
- Émile Violet, né le 3 avril 1877 à Clessé et décédé le 26 mars 1965 à Mâcon, écrivain local qui s'intéressa beaucoup au Mâconnais.

### Héraldique
Au début des années 90, Clessé s'est doté d'un blason, officiellement présenté à la population en janvier 1992.
| Blason de Clessé | Blason  | Coupé : au 1er parti au I d'azur à l'église d'argent sur une colline du même chargée d'un vignoble de sinople, au II d'argent à la grappe de raison d'or feuillée de sinople, au 2e de gueules à trois annelets d'argent. |
| Blason de Clessé | Détails | Le statut officiel du blason reste à déterminer. |

## Pour approfondir